# Valeri Rjoemin
Valeri Viktorovitsj Rjoemin (Russisch: Валерий Викторович Рюмин) (Komsomolsk aan de Amoer, 16 augustus 1939 – 6 juni 2022) was een Russisch ruimtevaarder. 

## Carrière
Rjoemin zijn eerste ruimtevlucht was Sojoez 25 met een Sojoez draagraket en vond plaats op 9 oktober 1977. Doel van deze missie was een koppeling uitvoeren met ruimtestation Saljoet 6, dat anderhalve week eerder gelanceerd was. Het koppelen mislukte echter.
In totaal heeft Rjoemin vier ruimtevluchten op zijn naam staan. Tijdens zijn missies maakte hij ook een ruimtewandeling. In 1998 verliet hij Roskosmos en ging hij als kosmonaut met pensioen. In zijn beroep was hij een van de betere; op het menselijk vlak schoot hij echter zwaar tekort door zijn arrogantie. Collegae omschreven hem als "idioot", "beest" en "zwijn". Bovendien liet Rjoemin zich zeer laatdunkend uit omtrent de capaciteiten van Amerikaanse astronauten, die volgens hem "inferieur" waren. Daarnaast toonde hij aversie tegen vrouwen in de ruimte. Zijn tweede vrouw Jelena Kondakova was ook ruimtevaarder, maar dat vond hij maar niks.
Rjoemin werd 82 jaar oud.
- International Standard Name Identifier: 0000 0000 2764 0500
- Library of Congress Control Number: n88062775
- Nationale Bibliotheek van Tsjechië: jo20241221148
- Virtual International Authority File: 70473747
- WorldCat: E39PBJfCq7FbFCcKxYtYgMh4MP